# Internazionali d'Italia 2005 - Qualificazioni singolare maschile
Le qualificazioni del singolare maschile degli Internazionali d'Italia 2005 sono state un torneo di tennis preliminare per accedere alla fase finale della manifestazione. I vincitori dell'ultimo turno sono entrati di diritto nel tabellone principale. In caso di ritiro di uno o più giocatori aventi diritto a questi sono subentrati i lucky loser, ossia i giocatori che hanno perso nell'ultimo turno ma che avevano una classifica più alta rispetto agli altri partecipanti che avevano comunque perso nel turno finale.
Le qualificazioni del torneo prevedevano 32 partecipanti di cui 8 sono entrati nel tabellone principale.

## Teste di serie
1. Richard Gasquet (Qualificato)
2. Alberto Martín (ultimo turno)
3. Ivo Karlović (primo turno)
4. Kevin Kim (primo turno)
5. Santiago Ventura (ultimo turno)
6. Juan Mónaco (Qualificato)
7. Paul-Henri Mathieu (Qualificato)
8. Albert Montañés (Qualificato)

1. Olivier Patience (primo turno)
2. Peter Wessels (ultimo turno)
3. Lars Burgsmüller (primo turno)
4. Victor Hănescu (Qualificato)
5. Assente
6. Stan Wawrinka (primo turno)
7. Óscar Hernández (ultimo turno)
8. Gilles Simon (primo turno)

## Qualificati
1. Richard Gasquet
2. Stan Wawrinka
3. Julien Benneteau
4. Victor Hănescu

1. Nicolás Almagro
2. Juan Mónaco
3. Paul-Henri Mathieu
4. Albert Montañés

## Tabellone

### Legenda
| - Q = Qualificato - WC = Wild card - LL = Lucky loser | - ALT = Alternate - SE = Special Exempt - PR = Protected Ranking | - w/o = Walkover - r = Ritirato - d = Squalificato |

### Sezione 1
|  | Primo turno | Primo turno     | Primo turno     | Primo turno | Primo turno |  |  | Ultimo turno | Ultimo turno    | Ultimo turno | Ultimo turno | Ultimo turno |  |
|  |             |                 |                 |             |             |  |  |              |                 |              |              |              |  |
|  | 1           | Richard Gasquet | Richard Gasquet | 7           | 7           |  |  |              |                 |              |              |              |  |
|  |             | David Sánchez   | David Sánchez   | 5           | 6           |  |  | 1            | Richard Gasquet | 63           | 6            | 6            |  |
|  | 15          | Óscar Hernández | Óscar Hernández | 7           | 6           |  |  | 15           | Óscar Hernández | 7            | 1            | 0            |  |
|  |             | Francesco Aldi  | Francesco Aldi  | 6           | 2           |  |  |              |                 |              |              |              |  |

### Sezione 2
|  | Primo turno | Primo turno       | Primo turno       | Primo turno | Primo turno |  |  | Ultimo turno | Ultimo turno   | Ultimo turno | Ultimo turno | Ultimo turno |  |
|  |             |                   |                   |             |             |  |  |              |                |              |              |              |  |
|  | 2           | Alberto Martín    | Alberto Martín    | 6           | 6           |  |  |              |                |              |              |              |  |
|  |             | Jean-René Lisnard | Jean-René Lisnard | 3           | 2           |  |  | 2            | Alberto Martín | 3            | 6            | 4            |  |
|  |             | Stan Wawrinka     | 6                 | 3           | 6           |  |  |              | Stan Wawrinka  | 6            | 4            | 6            |  |
|  | 14          | Jérôme Haehnel    | 1                 | 6           | 2           |  |  |              |                |              |              |              |  |

### Sezione 3
|  | Primo turno | Primo turno      | Primo turno      | Primo turno | Primo turno |  |  | Ultimo turno     | Ultimo turno     | Ultimo turno     | Ultimo turno | Ultimo turno |  |
|  |             |                  |                  |             |             |  |  |                  |                  |                  |              |              |  |
|  |             | Julien Benneteau | Julien Benneteau | 6           | 6           |  |  |                  |                  |                  |              |              |  |
|  | 3           | Ivo Karlović     | Ivo Karlović     | 4           | 3           |  |  | Julien Benneteau | Julien Benneteau | Julien Benneteau | 6            | 6            |  |
|  |             | Lars Burgsmüller | Lars Burgsmüller | 7           | 6           |  |  | Lars Burgsmüller | Lars Burgsmüller | Lars Burgsmüller | 4            | 1            |  |
|  | 11          | Álex Calatrava   | Álex Calatrava   | 64          | 1           |  |  |                  |                  |                  |              |              |  |

### Sezione 4
|  | Primo turno | Primo turno    | Primo turno    | Primo turno | Primo turno |  |  | Ultimo turno | Ultimo turno   | Ultimo turno | Ultimo turno | Ultimo turno |  |
|  |             |                |                |             |             |  |  |              |                |              |              |              |  |
|  |             | Jonas Björkman | Jonas Björkman | 6           | 6           |  |  |              |                |              |              |              |  |
|  | 4           | Kevin Kim      | Kevin Kim      | 4           | 1           |  |  |              | Jonas Björkman | 64           | 6            | 3            |  |
|  | 12          | Victor Hănescu | Victor Hănescu | 6           | 6           |  |  | 12           | Victor Hănescu | 7            | 4            | 6            |  |
|  |             | Grégory Carraz | Grégory Carraz | 2           | 3           |  |  |              |                |              |              |              |  |

### Sezione 5
|  | Primo turno     | Primo turno      | Primo turno      | Primo turno | Primo turno |  |  | Ultimo turno | Ultimo turno     | Ultimo turno     | Ultimo turno | Ultimo turno |  |
|  |                 |                  |                  |             |             |  |  |              |                  |                  |              |              |  |
|  | 5               | Santiago Ventura | Santiago Ventura | 6           | 7           |  |  |              |                  |                  |              |              |  |
|  |                 | Ivo Heuberger    | Ivo Heuberger    | 2           | 65          |  |  | 5            | Santiago Ventura | Santiago Ventura | 2            | 2            |  |
|  | Nicolás Almagro | Nicolás Almagro  | Nicolás Almagro  | 6           | 7           |  |  |              | Nicolás Almagro  | Nicolás Almagro  | 6            | 6            |  |
|  | Răzvan Sabău    | Răzvan Sabău     | Răzvan Sabău     | 0           | 5           |  |  |              |                  |                  |              |              |  |

### Sezione 6
|  | Primo turno | Primo turno       | Primo turno       | Primo turno | Primo turno |  |  | Ultimo turno | Ultimo turno  | Ultimo turno | Ultimo turno | Ultimo turno |  |
|  |             |                   |                   |             |             |  |  |              |               |              |              |              |  |
|  | 6           | Juan Mónaco       | Juan Mónaco       | 7           | 6           |  |  |              |               |              |              |              |  |
|  |             | Federico Luzzi    | Federico Luzzi    | 65          | 4           |  |  | 6            | Juan Mónaco   | 6            | 3            | 6            |  |
|  | 10          | Peter Wessels     | Peter Wessels     | 6           | 6           |  |  | 10           | Peter Wessels | 3            | 6            | 3            |  |
|  |             | Daniele Bracciali | Daniele Bracciali | 2           | 2           |  |  |              |               |              |              |              |  |

### Sezione 7
|  | Primo turno | Primo turno        | Primo turno        | Primo turno   | Primo turno |  |  | Ultimo turno | Ultimo turno       | Ultimo turno       | Ultimo turno | Ultimo turno |  |
|  |             |                    |                    |               |             |  |  |              |                    |                    |              |              |  |
|  | 7           | Paul-Henri Mathieu | Paul-Henri Mathieu | 6             | 6           |  |  |              |                    |                    |              |              |  |
|  |             | Thomas Enqvist     | Thomas Enqvist     | 4             | 3           |  |  | 7            | Paul-Henri Mathieu | Paul-Henri Mathieu | 6            | 6            |  |
|  |             | Gilles Simon       | Gilles Simon       | Gilles Simon  | 6           |  |  |              | Gilles Simon       | Gilles Simon       | 4            | 2            |  |
|  | 16          | Wayne Arthurs      | Wayne Arthurs      | Wayne Arthurs | 2r          |  |  |              |                    |                    |              |              |  |

### Sezione 8
|  | Primo turno | Primo turno      | Primo turno      | Primo turno | Primo turno |  |  | Ultimo turno | Ultimo turno     | Ultimo turno | Ultimo turno | Ultimo turno |  |
|  |             |                  |                  |             |             |  |  |              |                  |              |              |              |  |
|  | 8           | Albert Montañés  | Albert Montañés  | 7           | 6           |  |  |              |                  |              |              |              |  |
|  |             | Fabio Fognini    | Fabio Fognini    | 64          | 0           |  |  | 8            | Albert Montañés  | 3            | 6            | 3            |  |
|  |             | Olivier Patience | Olivier Patience | 6           | 6           |  |  |              | Olivier Patience | 6            | 1            | 0r           |  |
|  | 9           | Jan Hernych      | Jan Hernych      | 3           | 4           |  |  |              |                  |              |              |              |  |